# Atuagagdliutit
Atuagagdliutit/Grønlandsposten (zkráceně AG) jsou celostátní grónské noviny.

## Historie

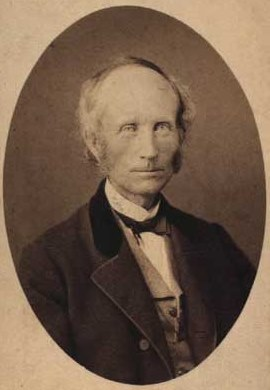
Zakladatel novin Hinrich Johannes Rink

List Atuagagdliutit založil v roce 1861 inspektor Jižního Grónska Hinrich Johannes Rink jako první grónské noviny. Byl součástí reformního programu, který Rink prováděl od 50. let 19. století s cílem posílit grónskou kulturu. Tisk novin umožnilo až zavedení jednotného grónského pravopisu Samuelem Kleinschmidtem v roce 1851 a založení grónské tiskárny v roce 1857.
První číslo vyšlo 1. ledna 1861 s podtitulem Nalingínarnik tusaruminásassunik univkât („Příběhy o obyčejných věcech, které lze snadno slyšet“). Prvním redaktorem byl Rasmus Berthelsen. Zpočátku noviny vycházely měsíčně, ale ve většině míst byly kvůli obtížným logistickým podmínkám distribuovány pouze jednou ročně se všemi čísly za celý rok. Obsah novin byl různorodý. Obsahovaly jen několik málo zpráv, protože v době, kdy byly čteny, už by byly zastaralé, ale přesto přinášely informace o světových událostech, obsahovaly například rady pro lov tuleňů a přinášely seriálové romány přeložené do grónštiny, jako byl v prvních letech vydávání novin Robinson Crusoe.
Tyto noviny byly jedny z prvních na světě, které byly ilustrovány, přičemž za ilustrace byl zodpovědný zejména Aron von Kangeq. Atuagagdliutit byly také první noviny na světě, které používaly čtyřbarevný tisk. Od konce 19. století byl Atuagagdliutit stále více ovlivňován příspěvky čtenářů, což z něj činilo diskusní fórum, ačkoli se debaty jednotlivých čtenářů mohly kvůli jeho řídkému vydávání protáhnout na roky.
Až do roku 1914 platil vydávání novin dánský stát. Od roku 1914 bylo možné do Atuagagdliutit vkládat inzeráty. Od roku 1932 vycházely noviny dvakrát měsíčně. Během druhé světové války vycházely v Grónsku dánsky psané noviny Grønlandsposten („Grónská pošta“), které založil Christian Vibe. V roce 1952 se spojily s deníkem Atuagagdliutit a vznikly dvojjazyčné noviny Atuagagdliutit/Grønlandsposten (AG). Do té doby byl Atuagdliutit zdarma, ale od roku 1952 bylo vyžadováno předplatné. Od roku 1974 vycházely noviny týdně, od roku 1988 třikrát týdně, od roku 1993 dvakrát týdně a dnes opět jen jednou týdně. V roce 1991 dosáhly noviny svého nejširšího nákladu 6000 výtisků. Od té doby počet výtisků klesá. V roce 2010 bylo vydavatelství AG sloučeno s novinami Sermitsiaq. Od té doby je za vydávání obou novin zodpovědné státní mediální vydavatelství Sermitsiaq.AG. Oba deníky mají společné internetové vydání sermitsiaq.ag.

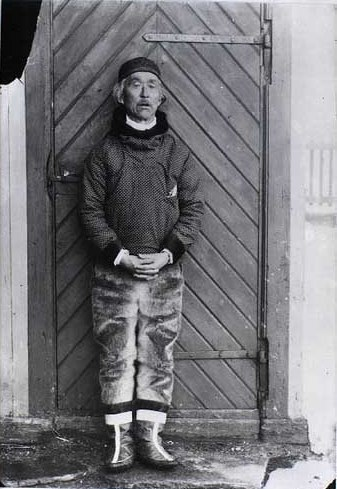
Rasmus Berthelsen, první šéfredaktor novin

## Seznam šéfredaktorů
- 1861–1873: Rasmus Berthelsen
- 1873–1922: Lars Møller
- 1922–1952: Kristoffer Lynge
- 1952–1953: Helge Christensen
- 1953–1957: Palle Brandt
- 1958–1960: Jørgen Felbo
- 1960–1962: Erik Erngaard
- 1962–1987: Jørgen Fleischer
- 1987–1993: Philip Lauritzen
- 1993–1996: Laila Ramlau-Hansen
- 1996–20??: Jens Brønden
- 20??–2008: Stina Skifte
- 2008–2011: Inga Dóra G. Markussen
- 2011–2023: Christian Schultz-Lorentzen
- od 2023: Jette Andersen